# Theodor Herzl

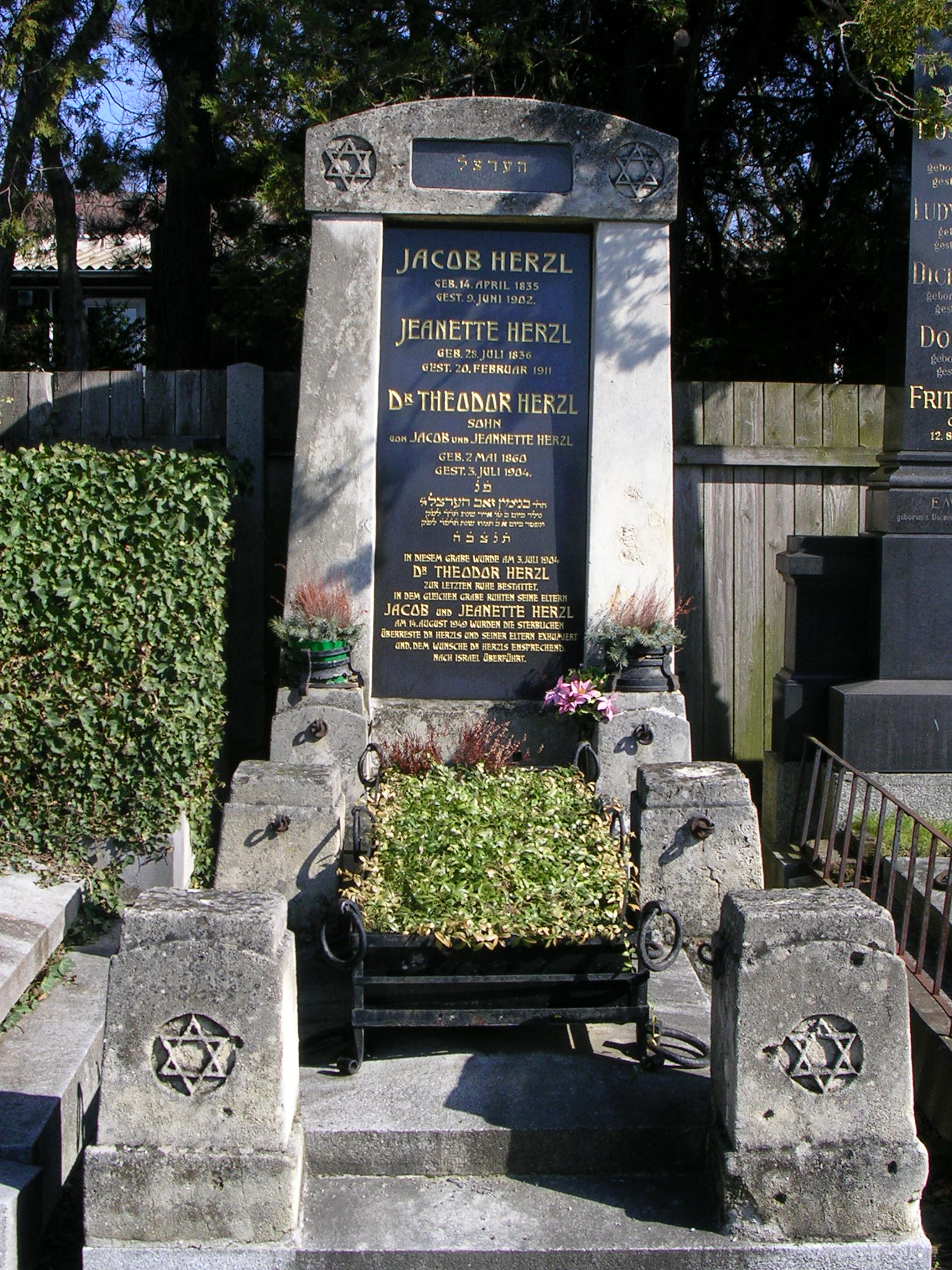
Tomba della famiglia Herzl a Döbling, Vienna

Theodor Herzl (in ebraico תאודור הרצל‎?; in yiddish טעאָדאָר הערצל‎?; in ungherese: Herzl Tivadar ; Pest, 2 maggio 1860 – Edlach, 3 luglio 1904) è stato un giornalista, attivista, drammaturgo, scrittore e avvocato ungherese naturalizzato austriaco.

## Biografia
Ebreo-ungherese di lingua tedesca di origine ashkenazita, Theodor Herzl nacque a Budapest in via Dohány, nel luogo dove oggi sorgono il museo ebraico e la Grande Sinagoga di Budapest. Conclusi gli studi al Ginnasio Evangelico di Budapest, si trasferì a Vienna per studiare giurisprudenza, dove nel 1884 prese anche il dottorato.
Dal 1891 divenne corrispondente da Parigi del giornale Neue Freie Presse. A Parigi ebbe modo di seguire l'affare Dreyfus e conoscere quanto radicato fosse nella società europea l'antisemitismo; i suoi diari descrivono anche gli altri eventi che, nel corso dei suoi viaggi, contribuirono alla sua formazione culturale.
Nel 1896 pubblicò Der Judenstaat, libro in cui proponeva ai governi europei l'idea che si creasse uno stato ebraico (in una qualsiasi colonia delle potenze europee, oppure in Argentina) che sottraesse gli ebrei alle persecuzioni antisemite. Fu poi il fondatore, nel 1897, del movimento politico del sionismo, che si proponeva di far sorgere nei territori coloniali del mandato britannico della Palestina uno Stato ebraico.
Agli inizi del 1900 propose lo schema Uganda per trovare un nuovo insediamento degli ebrei.
Dopo la morte, la sua salma fu in un primo momento sepolta accanto a quella del padre a Döbling per poi essere trasferita – in ottemperanza alle sue volontà testamentarie – nel 1950 a Gerusalemme, dove fu sepolta su una collina che in suo onore venne chiamata Monte Herzl. Nell'ultimo viaggio di Papa Francesco in Israele, la tomba di Herzl è stata per la prima volta visitata da un pontefice.

## Il sionismo e fondazione del Congresso mondiale a Basilea
Insieme a Max Nordau, Herzl è il padre del sionismo e il fondatore del movimento sionista al congresso di Basilea del 1897, in cui venne eletto presidente. Sostenne il diritto degli ebrei di fondare uno stato ebraico, ove possibile in Palestina. Questa patria avrebbe dovuto accogliere gli ebrei che avessero voluto trasferirvisi o non avessero potuto vivere serenamente nel paese in cui abitavano.
L'Herzl Day (in ebraico: יום הרצל) è una festa nazionale dello stato d'Israele che cade il decimo giorno del mese ebraico di Iyar, per commemorare la vita e il pensiero del leader sionista.

## Opere
- I delusi (teatro), Vienna 1884, edizione italiana a cura di Maria Teresa Dal Monte, Cosenza, Brenner, 2022, ISBN 978-88-94985-26-9.
- Tabarin (teatro), Vienna 1884.
- Il fuggitivo (teatro), Vienna 1887.
- Nuove da Venere. Conversazioni e storie (scritti e racconti), Lipsia 1887, edizione italiana a cura di Vincenzo Pinto, Torino, Free Ebrei, 2023, ISBN 979-8398282849.
- Libro della follia (scritti e racconti), Lipsia1888, edizione italiana a cura di Vincenzo Pinto, Torino, Free Ebrei, 2023, ISBN 979-8398288216
- Cosa diranno? (teatro), Vienna 1890.
- Il nuovo ghetto (teatro), Vienna 1894, edizione italiana a cura di Maria Teresa Dal Monte, Milano, Arcipelago, 2012, ISBN 978-88-7695-469-6.
- Palazzo Borbone, quadri di vita parlamentare francese (scritti), Lipsia 1895.
- Racconti filosofici (scritti), Lipsia 1895, edizione italiana a cura di Vincenzo Pinto, Torino, Free Ebrei, 2017, ISBN 978-1973530732.
- Le glosse (teatro), Vienna 1895.
- Lo Stato ebraico (scritto politico), Vienna 1896, traduzione italiana di Tiziana Valenti, Genova, Il Melangono, 1992, ISBN 88-7018-164-2.
- Altneuland (romanzo), Lipsia 1902, edizione italiana a cura di Roberta Ascarelli, Arezzo, Bibliotheca Aretina, 2012, ISBN 978-88-905738-7-3.
- Feuilletons (scritti giornalistici), 2 volumi, Berlino 1903, edizione italiana a cura di Giuseppe Farese, Milano, Archinto, 2012, ISBN 978-88-7768-613-8.